# Louveciennes
Louveciennes település Franciaországban, Yvelines megyében. Lakosainak száma 7744 fő (2022. január 1.). Louveciennes Bailly, Bougival, La Celle-Saint-Cloud, Croissy-sur-Seine, Marly-le-Roi, Le Port-Marly és Le Chesnay-Rocquencourt községekkel határos.

## Népesség
A település népességének változása:
| Lakosok száma | 7054 | 7143 | 7304 | 7099 | 7055 | 7236 | 7342 | 7563 | 7744 |
|               | 2013 | 2015 | 2016 | 2017 | 2018 | 2019 | 2020 | 2021 | 2022 |